# Leberkäse
Il  (/ˈleːbɐ̯ˌkɛːzə/, letteralmente formaggio di fegato), detto anche Fleischkäse /ˈflaɪ̯ʃˌkɛːzə/, è un piatto di carne tipico della Baviera, del Baden-Württemberg, della Svizzera e dell'Austria, ma è molto popolare anche nel resto della Germania e presso tutte le popolazioni di lingua tedesca, compreso l'Alto Adige. 
Simile a un polpettone, in realtà in Germania viene considerato un Wurst, quindi classificato come insaccato.

## Preparazione e varianti
Gli ingredienti del Leberkäse bavarese sono carne di manzo, pancetta di maiale, acqua, cipolla, sale e maggiorana. Vengono macinati molto finemente e infornati in uno stampo simile a quello che si usa per il pane in cassetta, da cui deriva la caratteristica forma del Leberkäse.
La variante detta Kalbskäse /ˈkalpˌkɛːzə/ oppure weißer Leberkäse /ˈvaɪ̯sɐ̯ ˈleːbɐ̯ˌkɛːzə/ non contiene carne di vitello, nonostante Kalb in tedesco significhi proprio vitello, bensì gli stessi ingredienti del Leberkäse. Presenta però colore più chiaro e sapore più delicato perché non sottoposto a salagione, un trattamento a base di sale e nitriti che in Germania viene utilizzato per la lavorazione degli insaccati.
Esistono poi il Pferdeleberkäse /ˈpfɛɐ̯dəleːbɐ̯ˌkɛːzə/ (a base di carne di cavallo, tipico delle regioni orientali dell'Austria), il Leberkäse ticinese (con peperoni) e altre varianti regionali poco diffuse.

## Consumo

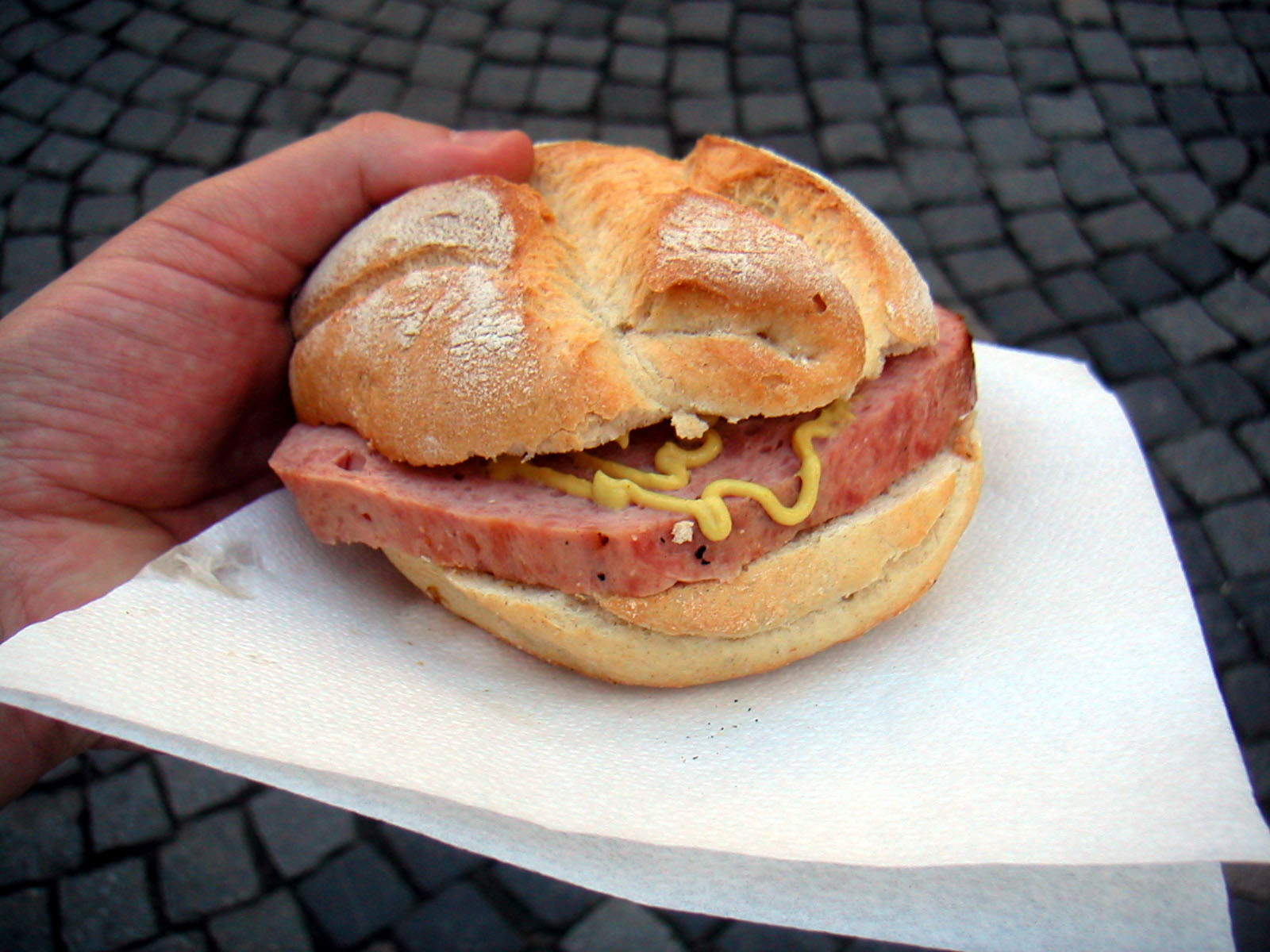
Panino con Leberkäse

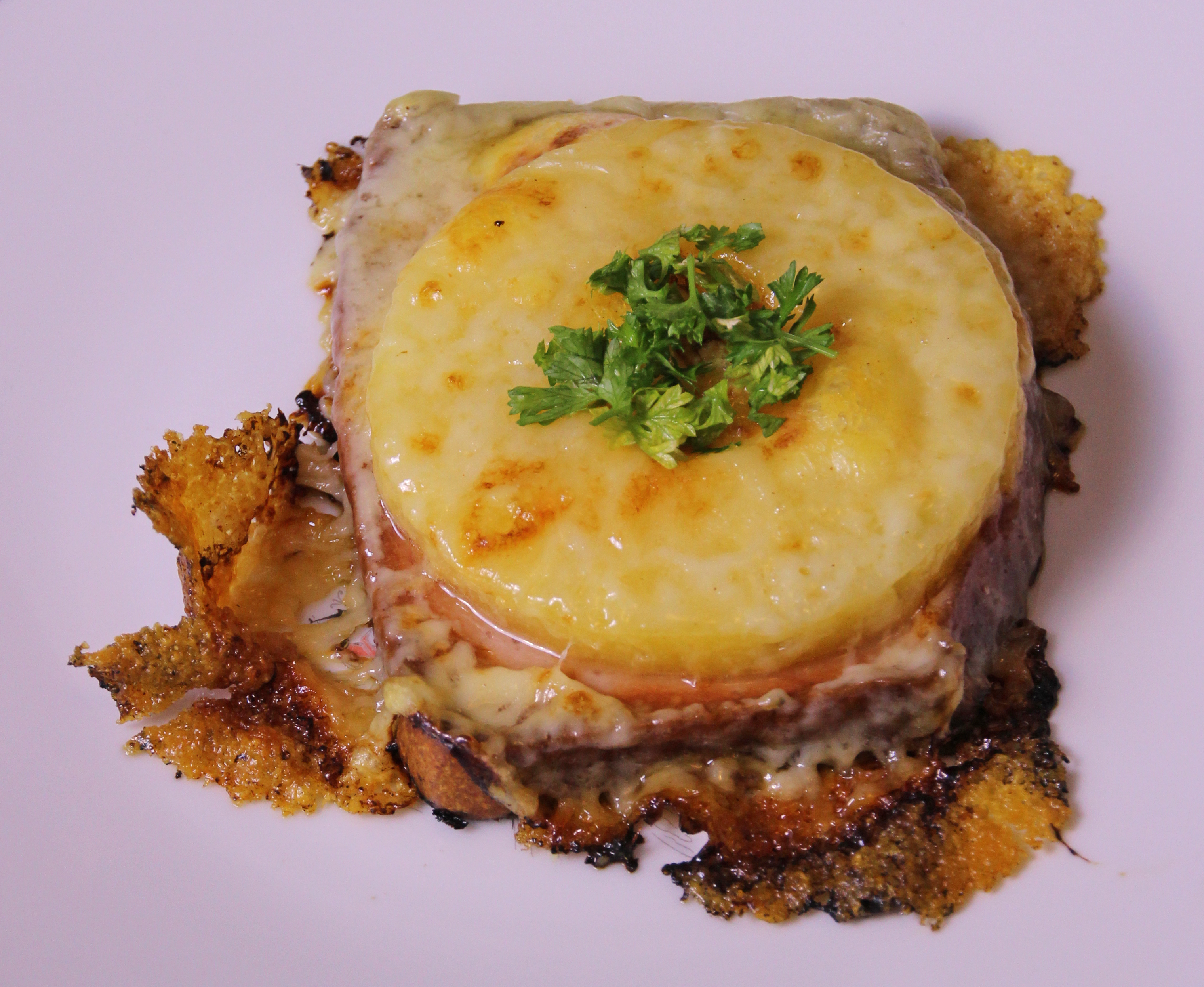
Leberkäse all'hawaiana (con ananas)

Il Leberkäse viene tagliato a fette e servito caldo in un panino, ma può essere consumato anche freddo con pane, cetrioli e senape, accompagnato da un boccale di birra.
Le fette di Leberkäse possono essere fatte saltare in padella e servite con insalata di patate e uova all'occhio di bue. In alcuni luoghi vengono anche impanate e fritte.
In molte macellerie tedesche è possibile acquistare il macinato base del Leberkäse crudo, così da poterlo infornare a casa. In genere comunque il Leberkäse si compra già pronto da mangiare nelle Metzgereien, le macellerie tedesche che hanno anche il banco di gastronomia con piatti pronti a base di carne.
In Baviera, questo piatto è consumato insieme al Weißwurst come alimento per la prima colazione.

## Origini e significato del nome
Si dice che il Leberkäse sia stato inventato nel 1776 da un macellaio della corte di Carlo Teodoro di Wittelsbach, Principe elettore del Palatinato, che lo portò con sé da Mannheim a Monaco quando succedette a Massimiliano III come Duca di Baviera.
Tradotto alla lettera, Leberkäse significa "formaggio al fegato". Nonostante il nome, però, tra gli ingredienti non vi sono né formaggio né fegato. L'etimologia della parola non è del tutto chiara. Leber (fegato) è probabilmente, in questo caso, una corruzione di Laib (pagnotta di pane), che è dovuto alla forma del Leberkäse. Secondo un'altra spiegazione, la forma del prodotto ricorda una pagnotta di formaggio (Käselaib). Leber- potrebbe anche derivare dalla radice verbale lab, che in alto tedesco medio stava per "raggrumare" o "coagulare", mentre -käse potrebbe indicare metaforicamente la forma simile a quella di un formaggio oppure, come sostengono alcuni, potrebbe avere una derivazione dalla radice quas che nelle lingue slave sta per "banchetto" o "convivio". Kas invece è il termine dialettale bavarese per indicare una massa commestibile.

## Denominazione di origine protetta
Secondo le leggi tedesche, solo i prodotti definiti Leberkäse bavarese sono autorizzati a non contenere fegato. In altri casi è obbligatorio un contenuto di almeno il quattro per cento di fegato. Alcune varianti sono tenute a contenere anche una percentuale maggiore di fegato, come il Leberkäse di Stoccarda che ne deve contenere almeno il cinque per cento.